# Pneumàtic run-flat

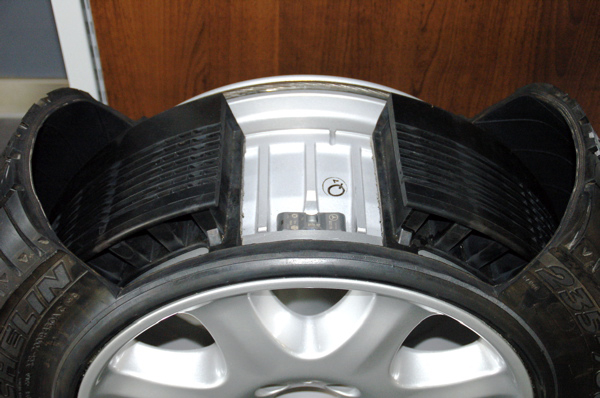
Pneumàtic ·run-flat" amb anell de suport

 Pneumàtic run-flat, pneumàtic de rodament sense pressió o pneumàtic de buidatge limitat, és un pneumàtic dotat de solucions tècniques, que li permeten funcionar fins i tot quan es perd la pressió d'aire en una punxada, permetent al vehicle que el porta muntat seguir avançant a una velocitat limitada (a menys de 80 km/h) sobre una distància no gaire gran (fins a 80 km).